# 眾神護台灣
眾神護台灣是臺灣流行樂團董事長樂團的第八張錄音室專輯，於2010年12月31日正式發行。入圍华语金曲奖2011年度最佳闽南语专辑。